# イェフ・ハルデフェルト
イェフ・ハルデフェルト（ジェフ・-、Jeff Hardeveld、1995年2月27日 - ）は、オランダ・デルフト出身のサッカー選手。FCエメン所属。ポジションはDF。